# Irina Demick
Irina Demick, all'anagrafe Irina Dziemiach (Pommeuse, 16 ottobre 1936 – Indianapolis, 8 ottobre 2004), è stata un'attrice francese naturalizzata statunitense, con una breve carriera in film europei e statunitensi.

## Biografia
Spesso accreditata come Irina Demich, nacque a Pommeuse (Senna e Marna), da genitori di origine russa. Trasferitasi a Parigi, divenne una modella e apparve nel film francese Julie la rousse (1959). Conobbe, divenendone  compagna, il produttore Darryl F. Zanuck, che la inserì nel cast de Il giorno più lungo (1962), epica produzione bellica nella quale la Demick interpretò il ruolo di una resistente francese. 
La carriera della Demick proseguì con ruoli in OSS 117 segretissimo (1963), La vendetta della signora (1964), con Ingrid Bergman e Anthony Quinn, ...poi ti sposerò (1964) con Catherine Deneuve e Jean-Pierre Cassel e Il giorno dopo (1965), insieme a Cliff Robertson e Red Buttons, film prodotto nuovamente da Zanuck che però non riuscì a replicare il successo di Un giorno più lungo. Nel 1965 interpretò Sotto il tallone, e sette diversi ruoli in Quei temerari sulle macchine volanti, ognuno di una nazionalità differente.
La carriera dell'attrice raggiunse l'apice tra la fine degli anni sessanta e l'inizio degli anni settanta, in particolare con le apparizioni in Prudenza e la pillola (1968), con David Niven e Deborah Kerr, e Il clan dei siciliani (1969), con Jean Gabin e Alain Delon. Recitò inoltre in Tiffany memorandum (1967), a fianco di Luigi Vannucchi, in Quella chiara notte d'ottobre (1970), con Anita Ekberg, in Femmine carnivore (1970), in Goya, historia de una soledad (1971), in cui interpretò il ruolo di Maria Teresa Cayetana de Silva, Duchessa d'Alba, e infine in Ragazza tutta nuda assassinata nel parco (1972), con Robert Hoffmann.
Con l'apparizione nel poliziesco Estratto dagli archivi segreti della polizia di una capitale europea (1972), ultimo film nel quale risulta accreditata, la Demick pose fine alla propria carriera. Nel 1964 si sposò con Philippe Wahl, un imprenditore svizzero con cui visse a Roma e a Parigi. Dopo il divorzio nel 1979, si trasferì negli Stati Uniti, dove morì a Indianapolis, nel 2004.

## Filmografia
- Julie la rousse, regia di Claude Boissol (1959)
- Il giorno più lungo (The Longest Day), regia di Ken Annakin e Andrew Marton (1962)
- OSS 117 segretissimo (OSS 117 se déchaîne), regia di André Hunebelle (1963)
- La vendetta della signora (The Visit), regia di Bernhard Wicki (1964)
- ...poi ti sposerò (Un Monsieur de compagnie), regia di Philippe de Broca (1964)
- Il giorno dopo (Up from the Beach), regia di Robert Parrish (1965)
- Quei temerari sulle macchine volanti (Those Magnificent Men in Their Flying Machines or How I Flew from London to Paris in 25 hours 11 minutes), regia di Ken Annakin (1965)
- Sotto il tallone (La Métamorphose des cloportes), regia di Pierre Granier-Deferre (1965)
- I dolci peccati di Venere (Grieche sucht Griechin, regia di Rolf Thiele (1966)
- Tiffany memorandum, regia di Sergio Grieco (1967)
- Prudenza e la pillola (Prudence and the Pill), regia di Fielder Cook (1968)
- La porta del cannone, regia di Leopoldo Savona (1969)
- L'arcangelo, regia di Giorgio Capitani (1969)
- Il clan dei siciliani (Le Clan des Siciliens), regia di Henri Verneuil (1969)
- Quella chiara notte d'ottobre, regia di Massimo Franciosa (1970)
- Femmine carnivore (Die Weibchen), regia di Zbyněk Brynych (1970)
- Goya, historia de una soledad, regia di Nino Quevedo (1971)
- Ragazza tutta nuda assassinata nel parco, regia di Alfonso Brescia (1972)
- Estratto dagli archivi segreti della polizia di una capitale europea, regia di Riccardo Freda (1972)

## Doppiatrici italiane
- Maria Pia Di Meo in La vendetta della signora, ...poi ti sposerò, Quella chiara notte d'ottobre
- Rita Savagnone in Quei temerari sulle macchine volanti, Il clan dei Siciliani
- Melina Martello in Tiffany Memorandum